# Röd snapper
Benämningen röd snapper skall enligt Livsmedelsverkets föreskrifter om handelsbeteckningar på fiskeri- och vattenbruksprodukter reserveras för Lutjanus campechanus, en saltvattensfisk. En mycket lik släkting, Lutjanus purpureus har inget namn i Livsmedelsverkets föreskrifter. I engelsk fackpress betecknas den förra ”Northern red snapper”, den senare ”Southern red snapper”. 
Lutjanus campechanus har utbredning huvudsakligen i Mexikanska golfen och norr därom medan Lutjanus purpureus återfinns i Karibiska övärlden och söder därom.
Röd snapper är en mycket uppskattad matfisk som betingar högt pris. Av denna orsak har den blivit överfiskad. Bestånden har också minskat eftersom unga examplar blir bifångst vid trålning efter räkor. Den räknas dock inte som hotad. 
Som andra dyra fiskar har också i fråga om röd snapper andra fiskar sålts i dess namn, vilket har bidragit till förbud i lag att uppge falskt namn på fisk vid försäljning som har införts i många länder (också i Sverige). De flesta falska röda snapper som säljs hör till släktet snapper men är inte just denna eftertraktade art utan andra mindre eftertraktade släktingar.
Röd snapper hör till ett mycket stort släkte Lutjanus, "Snapper", med utbredning runt hela jorden i tropiska och subtropiska vatten. 

## Beskrivning
Denna beskrivning av röd snapper gäller för båda arterna, som är svåra att skilja från varandra. Röd snapper är en långsmal, hög fisk. Den har trekantigt huvud med relativt stort öga. Bröstfenan är lång, och när den sträcks bakåt når den till i höjd med analöppningen. De två ryggfenorna är sammanvuxna, men platsen där de vuxit samman syns genom en nedbuktning av fenan och övergång från hårda till mjuka fenstrålar. Röd snapper har en analfena som bildar en spetsbakåt. Gällocken är spetsiga med spetsen placerad ovanför bröstfenornas bas. Hela fisken är rosa, med fenor och rygg mörkare rosa och undersidan mer silvrig. Den svagt markerade sidolinjen är krökt och följer i stort sett ryggens kurva. Unga exemplar har en svart fläck på sidan i höjd med skarven mellan de två sammanvuxna ryggfenorna. Röd Snapper når en längd av upp till 1 m och en vikt av upp till ca 25 kg. Ålder på upp till nära 60 år har rapporterats.

## Utbredning
Lutjanus campechanus har utbredning huvudsakligen i Mexikanska golfen och längs USA:s ostkust upp till i höjd med Cap Hatteras. Lutjanus purpureus återfinns i Karibiska övärlden och längs Sydamerikas ostkust ned till nordöstra Brasilien. De vuxna exemplaren lever bland klippor och rev på kontinentalsockeln på djup upp till ca 200 m. De unga exemplaren lever på grundare vatten, ned till 10 m, där de återfinns nära bottnen över ler- och sandbottnar. Detta gör dem utsatta för räktrålare, som gör sina svep framför allt över sådana plana bottnar. Vid trålfiske efter räkor består en begränsad del av fångsten av räkor, resten av andra havsdjur som bifångst, vilka lämpas tillbaka i havet och oftast inte överlever.

## Föda
Både yngel och fullvuxna exemplar av röd snapper är köttätare. Ynglen livnär sig på zooplankton. När de blir äldre går de över till att äta större byten, så som små räkor och bläckfiskar som de jagar på de plana havsbottnar där de uppehåller sig. Fullvuxna fiskar äter fisk, kräftdjur och mollusker som de jagar i omgivningarna av de klippor där de vistas.

## Fortplantning
Röd snapper leker över plana havsbottnar på 20 till 40 m djup under juni till augusti i nordvästra delen av Mexikanska golfen, under augusti – september längre österöver. Äggen är pelagiska, runda och genomskinliga med 0,8 mm diameter. Äggen flyter till ytan där de kläcks efter ca ett dygn. Larverna är små, ca 2 mm, och utgör i början själva zooplankton, för att aktivt uppsöka skiktet över bottnen och jaga där efter någon månad.

## Rödlistningsstatus
Ej i IUCN:s röda lista.

## Kommersiell betydelse
Röd snapper är en av de värdefullaste matfiskarna. De totala fångsterna (kommersiellt och sportfiske sammantaget) kulminerade under 60- till 70-talet, med ca 10 000 ton landade i USA. Sedan dess har de gått ned, till en nivå på ca 1 000 ton. Även om detta inte har föranlett arten att tas med på lista över hotade arter har man ansett detta så alarmerande att man har infört restriktioner för räktrålning i Mexikanska Golfen och genomför omfattande forskningsprogram för att klarlägga hotet mot arten. Man har också forskningsprogram för att utveckla tekniker för kommersiell odling av röd snapper. 
Man har infört ett omfattande regelverk med begränsningar av hur mycket fisk som får tas upp, storlek på fisk som tas upp, utformning av olika fiskeredskap och begränsningar i tiden av olika typer av fiske för att begränsa överfiskningen, troligen utan att tillfullo uppnå sitt syfte.
Röd snapper fiskas med krok och lina, både som sportfiske och kommersiellt. Vid kommersiellt fiske använder man speciella redskap med linor med många krokar. Mer avancerade fiskeredskap har förbjudits liksom fiske med nät för att begränsa överfiskningen.